# Włodzimierz Wander
Włodzimierz Wander (ur. 19 kwietnia 1939 w Łodzi, zm. 29 listopada 2020 w Chicago) – polski saksofonista, kompozytor, wokalista. Jeden z popularniejszych prekursorów muzyki rock and rollowej w Polsce. Jego siostrą była spikerka telewizyjna Bogumiła Wander.

## Życiorys
W dzieciństwie uczył się gry na skrzypcach i fortepianie. Ukończył Średnią Szkołę Muzyczną w Łodzi w klasie klarnetu. Debiutował w 1959 roku w zespole dixielandowym Tiger Rag, z którym wystąpił podczas krakowskich Juwenaliów. Następnie występował w łódzkiej formacji Modern Jazz Swing, w której zetknął się z Andrzejem Nebeskim. W latach 1962–1965 współpracował z zespołem Niebiesko-Czarni.
W 1965 roku, wraz z kolegami, byłymi członkami formacji – Zbigniewem Bernolakiem i A. Nebeskim, a także kolegami z Czerwono Czarnych – Piotrem Puławskim i Wiesławem Bernolakiem, założył grupę Polanie. Zespół dokonał nagrań radiowych i płytowych. W listopadzie tegoż roku wyruszył na dwutygodniowe tournée z The Animals. Koncertował w RFN, Danii oraz kilkukrotnie w ZSRR. Grupa rozwiązała się marcu 1968 roku, po jednej z tras koncertowych. We wrześniu 1968 roku Wander i Nebeski jako Nowi Polanie próbowali wrócić na estradę, lecz nie wzbudzili większego zainteresowania publiczności i nowy projekt zniknął z końcem roku.
W czerwcu 1969 roku Wander z byłą wokalistką zespołu Daną Lerską założył zespół Wanderpol, którego pierwsze wcielenie rozpadło się w 1971 roku. Grupa reaktywowała się we wrześniu 1972 roku i odtąd skład muzyków towarzyszących zmieniał się wielokrotnie. Grupa koncertowała w ZSRR (w ramach składanek estradowych 50 lat polskiej piosenki i Dziękuje serce), NRD i w ośrodkach amerykańskich oraz polonijnych w USA (Chicago i Los Angeles). W sierpniu 1974 roku zespół Wanderpol wziął udział w imprezie Ten stary dobry rock and roll, która odbyła się w ramach festiwalu sopockiego.
W styczniu 1977 roku muzyk ostatecznie wyjechał z Polski. W lutym 1981 roku Wanderpol wziął udział w koncercie dobroczynnym w klubie Milford, obok Krzysztofa Klenczona i Krystof Bandu Krzysztofa Krawczyka. W latach 1984–2003 Wander był właścicielem klubu polonijnego „Cardinal” w Chicago, przez który przewinęła się czołówka polskich gwiazd estrady, m.in. Karin Stanek, Krystyna Prońko, Czesław Niemen, Bogusław Mec, Stan Borys, Piotr Fronczewski, Waldemar Kocoń, No To Co, Skaldowie, a także wykonawcy amerykańscy, m.in. Holly Maxwell, Paul Bolger, Boba Georges czy Tad Zeppelin. Saksofonista występował tam także z własnym zespołem Wanderband. Włodzimierz Wander przyjeżdżał do Polski kilkukrotnie. Wziął udział w imprezie wspomnieniowej To tylko rock and roll – Trzy dekady rocka (1991) i w Koncercie dla Ady (1992). Brał także udział w koncertach Polan w 1996 i w 2009 roku.
Zmarł 29 listopada 2020 roku w Chicago.